# Batalla d'Estepona
La batalla d'Estepona va ser un combat naval ocorregut al maig de 1342 que va enfrontar una flota de la Corona d'Aragó dirigida per l'almirall Pere de Montcada i de Lloria contra una flotilla musulmana, amb el resultat d'una victòria dels europeus.

## Antecedents
La dinastia marínida projectava reunificar el Magreb, en prendre Tilimsen el 1337, i la flota d'Alfons XI de Castella estava a l'Estret de Gibraltar des de la primavera de 1338 i va sol·licitar ajuda a Pere el Cerimoniós per completar la flota de l'Estret, per la que els dos regnes es comprometien a ajudar-se per fer la guerra al Marroc i Granada mentre els marínides van fer el mateix amb els hàfsides.
L'almirall Jofre Gilabert de Cruïlles va sortir de Barcelona l'1 de juny de 1339 amb quatre galeres, per unir-se a València amb sis galeres més i una galiota que des d'allà van posar rumb a l'Estret. Al camí van derrotar una força naval de tretze galeres marroquines i una genovesa a la batalla naval de Ceuta,
El 1340 Abu-l-Hàssan Alí travessà al nord de l'estret i intentà recuperar Tarifa i els reis Alfons XI de Castella i Alfons IV de Portugal marxaren de Sevilla en auxili de Tarifa.

## Batalla
La flota aragonesa havia partit de València per col·laborar amb Castella a l'estret de Gibraltar, segons l'acordat al Tractat de Madrid. En aigües de la badia d'Estepona es va trobar a finals de maig de 1342 amb tretze galeres benimerines, de les que aconseguí atrapar quatre i fer embarrancar contra la costa a altres dues. Altres set galeres musulmanes van aconseguir fugir.

## Conseqüències
Derrotats els musulmans a la batalla del riu Palmones, el rei del Marroc fugí vers Algesires, des d'on retornà al seu regne, i el de l'Emirat de Gharnata passà a Marbella i després a la seva capital. Les victòria en les batalles d'Estepona, Bullones i Guadalmesí van facilitar a la Corona de Castella l'inici del Setge d'Algesires